# Parti serbe démocratique
Le Parti serbe démocratique (en serbe : Демократска српска странка, Demokratska srpska stranka, DSS) est un parti politique monténégrin fondé en 2003.De tendance démocrate-chrétienne, il est issu d'une scission du Parti populaire serbe.

## Histoire
Le parti est formé en 2003 à la suite d'une scission du Parti populaire serbe. Le 31 août 2016, le parti rejoint l'alliance conservatrice d'opposition, Front démocratique (DF).

## Résultats électoraux

### Élections législatives
| Année | Coalition      | Voix    | %     | Sièges | Gouvernement        |
| ----- | -------------- | ------- | ----- | ------ | ------------------- |
| 2006  | SNP - NS - DSS | 47 683  | 14,07 | 2 / 81 | Opposition          |
| 2009  | NS - DSS       | 9 448   | 2,9   | 0 / 81 | Extra-parlementaire |
| 2012  | DSS - SSR (en) | 3 085   | 0,85  | 0 / 81 | Extra-parlementaire |
| 2016  | DF             | 77 784  | 20,32 | 0 / 81 | Extra-parlementaire |
| 2020  | ZBCG           | 133 267 | 32,55 | 0 / 81 | Extra-parlementaire |